# Andrea Freund
Andrea Michelle Marie Freund  (Santiago, 18 de enero de 1969) es una actriz de teatro, cine y televisión chilena, de ascendencia alemana. También ejerce de directora y productora de teatro.

## Biografía
Cursó sus estudios en el Colegio Alianza Francesa de Santiago. Ingresó a la Escuela Teatro Imagen, dirigida por Gustavo Meza. Egresó en 1993.

## Carrera artística
Comenzó su carrera en las tablas a principios de la década de los noventa y debutó en el televisión en la telenovela Champaña, de Canal 13, saltando a la fama por interpretar el papel de la asesinada en el drama. Desde entonces, ha actuado una serie de telenovelas, incluyendo Top secret, El amor está de moda, Fuera de control, entre otras. 
Su consagración le llegó en la época del 2000, actuando en la telenovela Romané, de Vicente Sabatini, y protagonizando la primera película de horror en Chile, Ángel negro, de Jorge Olguín.
A mediados del 2000, sólo tiene participaciones en miniseries de Mega, logrando aparecer en Mitú, con un doble papel protagónico. Posteriormente, debutó como productora de teatro, junto a su exesposo, el actor y guionista, Mateo Iribarren.
En 2003 estuvo a cargo de la producción de la obra La condición humana, logrando su primer Premio Altazor. En 2011 por su actuación protagonista en 03:34 Terremoto en Chile le dio el reconocimiento de la crítica especializada, recibiendo una nominación a los Premios Altazor en 2012.

## Vida personal
Estuvo casada con Mateo Iribarren (2001-2015), con el que está separado y tuvo un hijo, Jack Iribarren. Ella además tiene una hija de otra relación, Amalia Stuardo.

## Filmografía
| Año  | Título                      | Personaje       | Director             | Ref. |
| ---- | --------------------------- | --------------- | -------------------- | ---- |
| 1997 | Sin miedo a la muerte       | Mónica          | Ricardo Harrington   |      |
| 1997 | Dardos de amor en el tablón | Ágatha          | Pedro Morales        |      |
| 1998 | Pájaro de mal agüero        | Yanela          | Rodrigo Terreros     |      |
| 2000 | Ángel negro                 | Carolina        | Jorge Olguín         |      |
| 2008 | Secretos                    | Antonia         | Valeria Sarmiento    |      |
| 2010 | Anónimo                     |                 | Renato Pérez         |      |
| 2011 | 03:34 Terremoto en Chile    | Alicia          | Juan Pablo Ternicier |      |
| 2013 | El Tío                      | Isabel Lineros  | Mateo Iribarren      |      |
| 2018 | El despertar de Camila      | Madre de Camila | Rosario Jiménez-Gili |      |

## Televisión
| Año  | Título                   | Personaje               | Ref.  |
| ---- | ------------------------ | ----------------------- | ----- |
| 1994 | Champaña                 | Sara Oyarzún            |       |
| 1994 | Top Secret               | Macarena Mena           |       |
| 1995 | El amor está de moda     | Catalina Andrade        |       |
| 1996 | Marrón Glacé, el regreso | Silvana Werner          |       |
| 1997 | Eclípse de luna          | Claudia Riva            |       |
| 1998 | Amándote                 | Soledad Etcheverry      |       |
| 1999 | Fuera de control         | Isadora Worth           |       |
| 2000 | Romané                   | Rosario Gaete           | [ 6 ] |
| 2001 | Piel Canela              | Victoria Mayo           |       |
| 2004 | Don Floro                | Susana                  |       |
| 2004 | EsCool                   | Beatriz Orrego          |       |
| 2005 | Mitú                     | Lucía Armazán           |       |
| 2005 | Mitú                     | Laura Castaño           |       |
| 2011 | Decibel 110              | Cecilia Ripamonti       |       |
| 2012 | Maldita                  | María Teresa Risopatrón |       |
| 2013 | Socias                   | Estela Amenábar         |       |
| 2016 | Veinteañero a los 40     | Teresa Valdés           | [ 7 ] |
| 2017 | La Colombiana            | Bernarda Van Dorse      | [ 8 ] |
| 2023 | Dime con quién andas     | Josefina Achondo        |       |

| Año       | Título                      | Personaje                  | Notas                            | Ref.   |
| --------- | --------------------------- | -------------------------- | -------------------------------- | ------ |
| 2001      | La otra cara del espejo     | Bárbara                    |                                  |        |
| 2003      | Cuentos de mujeres          | Guillermina                | Principal. Episodio: Guillermina |        |
| 2004      | BKN                         | Carla Zambrano             | 4 episodios                      |        |
| 2006      | Casado con hijos            | Rebeca                     | Episodio: Las tallas de Lucho    |        |
| 2006-2022 | El día menos pensado        | Beatriz/Ana/Natalia/Ivette | Principal: 4 episodios           | [ 9 ]  |
| 2007      | Amango                      | Sonia Cruz                 |                                  |        |
| 2010      | Infieles                    | Cristina                   | Episodio: Bienvenida Carla       |        |
| 2014      | Fabulosas Flores            | Carmen Eguiguren           |                                  |        |
| 2015-2018 | Lo que callamos las mujeres | Sandra/Sabina/Cristina     | Principal: 6 episodios           |        |
| 2017      | Vidas en riesgo             | Fabiola                    | Principal. Episodio: Fabiola     |        |
| 2017      | Grandes pillos              | Nivia Pita                 | Episodio: Rafael Garay           |        |
| 2018      | Ramona                      | Patricia García            |                                  | [ 10 ] |
| 2020      | La Jauría                   | Madre de Luz               | Episodio: Gente con dinero       |        |

#### Programas
- 1996-1998: Teatro en Canal 13 (Canal 13) - 4 episodios
- 1998: Escrúpulos (Chilevisión) - 1 episodio
- 2012: Mujeres primero (La Red) - 1 episodio
- 2022: Enigma (TVN) - locutora off

## Teatro
- Salvar a los delfines, dirección: Hugo Müller, 1994.
- Las Morlas, dirección: Elsa Poblete, 1999.
- Victor Jara la ventana que busca la luz, dirección: Mateo Iribarren, 2000.
- La Ratonera, dirección: Alejandra Gutiérrez, 2001.
- Pareja Abierta, dirección: Alejandro Goic, 2002.
- Náufragos, dirección: Cristian Quezada, 2002.
- La condición humana, dirección: Mateo Iribarren, 2007.
- El taller de los celos, dirección: Mateo Iribarren, 2008.
- El hombre vertical, dirección: Mateo Iribarren, 2009.
- El coordinador, dirección: Alejandro Goic, 2010.
- Feas, ¿Quién quiere ser Gloria Münchmeyer?, dirección: Mateo Iribarren, 2010.
- Guzmán, dirección: Mateo Iribarren, 2011.
- Ruleta Rusa, dirección: Mateo Iribarren, 2012.
- Acerca de mí, 2014.
- Amantes, dirección: Lorena Faúndez 2016.

## Premios y nominaciones
| Año  | Premio         | Categoría                                 | Resultado |
| ---- | -------------- | ----------------------------------------- | --------- |
| 2004 | Premio Altazor | Mejor producción por La condición humana  | Ganadora  |
| 2012 | Premio Altazor | Mejor Actriz por 03:34 Terremoto en Chile | Nominada  |